# Muğlaspor
Muğlaspor ist ein türkischer Fußballverein aus der westtürkischen Stadt Muğla. Als die erfolgreichste Zeit des Vereins gilt die Spielzeit in der zweiten Liga, die von 1981 bis 1995 andauerte.

## Geschichte

### Gründung
Am 16. Juni 1967 gründete der damalige Gouverneur der Provinz Muğla, Hasan Orhan Basa den Verein Muğlaspor'u Kurma ve Yaşatma Derneği (dt. Verein zur Gründung und Weiterführung von Muğlaspor). Durch diese Initiative motiviert, versuchten die Honoratioren der Stadt einen Verein zur Weiterführung zu realisieren. Es gelang innerhalb von zwei Wochen, dass die drei seit langem existierenden Vereine Gençlik Spor Kulübü (1940 gegründet), Yılmazspor Kulübü (1951 gegründet) und Yolspor Gençlik Kulübü (1963 gegründet) sich auflösten und sich unter dem Namen Muğlaspor vereinigten.

### Überblick (1967–2016)
Zur Saison 1967/68 startete der Verein in der damals dritthöchsten Spielklasse der Türkei, der heutigen TFF 2. Lig. Hier spielte der Verein etwa sechs Spielzeiten und stieg in die Amateurliga ab. 1981 wurde die dritthöchste Spielklasse abgeschafft und stattdessen die zweithöchste Spielklasse, die heutige TFF 1. Lig erweitert. Im Rahmen dieser Erweiterung wurden auch Vereine von Provinzen aufgenommen, die noch keine Profimannschaft in den beiden höchsten Spielklassen vorzuweisen hatten. So spielte Muğlaspor die nächsten 14 Spielzeiten in der TFF 1. Lig. Zum Sommer 1995 stieg der Verein ab, schaffte aber sofort den Wiederaufstieg. Nach einem Jahr in der 1. Lig stieg der Verein erneut in die 2. Lig ab. Hier spielte man die nächsten zehn Spielperioden und stieg in die vierthöchste türkische Spielklasse, die TFF 3. Lig ab. Bereits ein Jahr später verabschiedete sich der Verein vom türkischen Profifußball und stieg in die regionale Amateurliga ab. Eine Spielzeit später gelang der direkte Wiederaufstieg. Dem Aufstieg folgte anschließend der direkte Wiederabstieg. Ab dem Sommer 2010 war der Verein in der regionalen Amateurliga, der Bölgesel Amatör Lig, aktiv.

### 3. Rückkehr zum Profifußball
In der Saison 2015/16 beendete der Verein die Liga als Meister und qualifizierte sich somit für die Play-off-Phase. In dieser scheiterte die Mannschaft erst an Kütahyaspor. In der zweiten Runde setzte man sich gegen Sultangazispor durch und sicherte sich den Aufstieg in die TFF 3. Lig. Dadurch kehrte der Verein nach sechs Jahren wieder zum Profifußball zurück.

## Ligazugehörigkeit
- 1. Liga: -
- 2. Liga: 1981–1995, 1996–1997
- 3. Liga: 1967–1973, 1995–1996, 1997–2007
- 4. Liga: 2007–2008, 2009–2010, Seit 2016
- regionale Amateurliga: 1973–1981, 2008–2009, 2010–2016

## Ehemalige bekannte Spieler
| - Berkin Arslan - Cengiz Atila - Hakan Çalışkan - Rıdvan Dilmen - Ulaş Güler - Sercan Görgülü - Tayfun Hut - Adnan Karahan - Evren Özyiğit - Ramazan Sal - Aydın Toscalı - Fevzi Tuncay |

## Ehemalige Trainer (Auswahl)
| - Bülent Gürbüz 2 (Oktober 1968 – Juni 1969) - Kadir Giderler (Oktober 1982 – Januar 1983) - Akif Başaran (Oktober 1996 – Mai 1997) - Rıza Tuyuran (Juli 2002 – November 2002) - Oktay Çevik (März 2004 – April 2004) - Necdet Zorluer (September 2004 – Dezember 2005) - Yalçın Gündüz (Dezember 2005 – Februar 2006) - Erkan Sözeri (Oktober 2006 – Januar 2007) - Erhan Arslan (September 2009 – Februar 2010) - Egemen Urhan |

## Ehemalige Präsidenten (Auswahl)
- Eminer İçten